# Liste der Ministerien in Belgien
Dies ist eine Liste der staatlichen Ministerien in Belgien. Die staatliche Verwaltung in Belgien unterlief während der ersten Amtszeit (1999–2003) von Premierminister Guy Verhofstadt erhebliche Umstrukturierungsmaßnahmen. Wesentlicher Bestandteil dieser war die Schaffung Föderaler Öffentlicher Dienste (FÖD) als oberste Verwaltungsbehörden beziehungsweise Ministerien in Belgien. Zudem existieren Föderale Öffentliche Programmierungsdienste (ÖPD). Es wird zwischen vertikalen und horizontalen Ministerien unterschieden.

## Föderale Öffentliche Dienste
- FÖD Kanzlei des Premierministers
- FÖD Politik und Unterstützung
- FÖD Auswärtige Angelegenheiten, Außenhandel und Entwicklungszusammenarbeit
- FÖD Inneres
- FÖD Finanzen
- FÖD Mobilität und Transportwesen
- FÖD Beschäftigung, Arbeit und Soziale Konzertierung
- FÖD Soziale Sicherheit
- FÖD Volksgesundheit, Sicherheit der Nahrungsmittelkette und Umwelt
- FÖD Justiz
- FÖD Wirtschaft, KMB, Mittelstand und Energie
- Verteidigungsministerium

## Föderale Öffentliche Programmierungsdienste
- ÖPD Sozialeingliederung, Armutsbekämpfung und Sozialwirtschaft
- ÖPD Wissenschaftspolitik

## Ministerien der Gemeinschaften

### Flämische Gemeinschaft
- Ministerium der Flämischen Gemeinschaft
  - Departement Coördinatie (COO)
  - Departement Algemene Zaken en Financiën (AZF)
  - Departement Wetenschap, Innovatie en Media (WIM)
  - Departement Onderwijs (OND)
  - Departement Welzijn, Volksgezondheid en Cultuur (WVC)
  - Departement Economie, Werkgelegenheid, Binnenlandse Aangelegenheden en Landbouw (EWBL)
  - Departement Leefmilieu en Infrastructuur (LIN)

### Französische Gemeinschaft Belgiens
- Ministerium der Französischen Gemeinschaft Belgiens
  - Secrétariat général
  - Administration générale de l’Enseignement et de la Recherche scientifique
  - Administration générale des Personnels de l’Enseignement
  - Administration générale de la Culture et de l’Informatique
  - Administration générale de l’Infrastructure
  - Administration générale de l’Aide à la Jeunesse, de la Santé et du Sport

### Deutschsprachige Gemeinschaft Belgiens

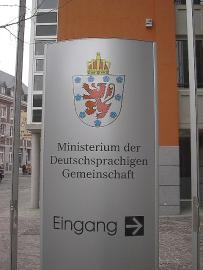

- Ministerium der Deutschsprachigen Gemeinschaft
  - Abteilung Allgemeine Dienste
  - Abteilung für kulturelle und soziale Angelegenheiten
  - Abteilung für Unterricht, Ausbildung und Beschäftigung